# Couvent des Bernardines de Lorgues
Le couvent des Bernardines de Lorgues est un monastère de cisterciennes établi à Lorgues dans le Var, en région Provence-Alpes-Côte d'Azur.

## Localisation
Le vaste couvent s'étendait en centre ville à l'extrémité ouest de la rue Bourgade, près de la porte Saint-Roch, au no 1 actuel (en 2020).

## Historique
Dès 1633, le conseil de la ville de Lorgues décide d'une subvention de 1 500 livres pour la création d'un monastère féminin chargé de l’éducation des jeunes filles mais ce n’est qu’en 1638 que les religieuses du couvent des Bernardines de Manosque répondent à l’invitation. L'acte de fondation passé devant notaire à Aix-en-Provence le 26 mars 1639 précise qu’elles sont reçues sans contribution de la communauté en raison de la richesse de l'ordre et de la fortune personnelle de sa fondatrice lorguaise, sœur Marie-Angélique de la Tour. La première supérieure est Isabeau d'Entraigues de Latis, venue du couvent des Cisterciennes d'Aix-en-Provence qui reste plus de quinze ans abbesse de Lorgues. 
La vie de l’abbaye est ensuite ponctuée de discordes et de procès avec les consuls qui dénoncent au début du XVIIIe siècle l’investissement éducatif insuffisant des religieuses auprès des enfants de Lorgues et des environs alors que le monastère, florissant, compte jusqu’à une quarantaine de nonnes de chœur. Cependant en 1690, elles leur avancent l'argent nécessaire « à la subsistance des gens de guerre ». La municipalité les remercie en les autorisant à établir un four à chaux et à ébrancher les arbres du bois de Saint-Ferréol afin d'agrandir leur couvent. 
À la suite d’un relâchement notoire de la discipline, le couvent est fermé en 1736 sur intervention de Mgr de Fleury et la maison est vendue au notaire royal Vincent Mourre dont le fils Joseph sera nommé baron d'Empire en 1811. En janvier 1793, l'évêque constitutionnel Jean-Joseph Rigouard y transfère son évêché de Fréjus à Lorgues et les conventionnels Barras et Fréron y séjournent en août et septembre de la même année. La maison sert de caserne pour la gendarmerie à cheval de 1833 à 1858.

## Architecture et description
Le couvent comprenait le monastère, une cour, un pateq, une écurie et un vaste jardin situé de l'autre côté de la rue Bourgade.

## Filiation et dépendances
Lorgues est fille du couvent des bernardines de Rumilly.

## Liste des abbesses
La première abbesse est Isabeau d'Entraigues de Latis (Thérèse de Saint-Joseph en religion) (Aix 1606 - Lorgues 1678).